# Serie B AIFA 1987
La Serie B AIFA 1987 è stata la quarta edizione del secondo livello del campionato italiano di football americano, organizzato dall'Associazione Italiana Football Americano.

## Regular season

### Classifica

#### Girone A
| Pos. | Squadra           | %V   | G  | V | N | P | PF  | PS  |
| ---- | ----------------- | ---- | -- | - | - | - | --- | --- |
| 1    | Pirates Savona    | .750 | 10 | 7 | 1 | 2 | 159 | 34  |
| 2    | Rivers Pontedera  | .700 | 10 | 6 | 2 | 2 | 135 | 79  |
| 3    | Etruschi Livorno  | .700 | 10 | 6 | 2 | 2 | 95  | 58  |
| 4    | Ironmen La Spezia | .350 | 10 | 3 | 1 | 6 | 85  | 141 |
| 5    | Waves Bordighera  | .350 | 10 | 3 | 1 | 6 | 120 | 190 |
| 6    | Apaches Firenze   | .150 | 10 | 1 | 1 | 8 | 67  | 159 |

#### Girone B
| Pos. | Squadra              | %V   | G  | V | N | P | PF  | PS  |
| ---- | -------------------- | ---- | -- | - | - | - | --- | --- |
| 1    | Black Knights Rho    | .700 | 10 | 7 | 0 | 3 | 151 | 56  |
| 2    | Pythons Milano       | .700 | 10 | 7 | 0 | 3 | 126 | 91  |
| 3    | Lancieri Novara      | .650 | 10 | 6 | 1 | 3 | 215 | 115 |
| 4    | Wasps Vigevano       | .500 | 10 | 5 | 0 | 5 | 160 | 179 |
| 5    | Blacksmiths Cernusco | .350 | 10 | 3 | 1 | 6 | 92  | 138 |
| 6    | Rams Milano          | .100 | 10 | 1 | 0 | 9 | 116 | 281 |

#### Girone C
| Pos. | Squadra              | %V   | G  | V | N | P | PF  | PS  |
| ---- | -------------------- | ---- | -- | - | - | - | --- | --- |
| 1    | Fighters Pordenone   | .900 | 10 | 9 | 0 | 1 | 301 | 45  |
| 2    | Bears Merano         | .800 | 10 | 8 | 0 | 2 | 384 | 84  |
| 3    | Leoni Palmanova      | .450 | 10 | 4 | 1 | 5 | 95  | 220 |
| 4    | New Boys Trento      | .400 | 10 | 4 | 0 | 6 | 122 | 163 |
| 5    | Climbers Laives      | .350 | 10 | 3 | 1 | 6 | 92  | 163 |
| 6    | Steel Tigers Brescia | .100 | 10 | 1 | 0 | 9 | 39  | 358 |

#### Girone D
| Pos. | Squadra            | %V   | G | V | N | P | PF  | PS  |
| ---- | ------------------ | ---- | - | - | - | - | --- | --- |
| 1    | Cinghiali Piacenza | .875 | 8 | 7 | 0 | 1 | 128 | 43  |
| 2    | Maddogs Milano     | .625 | 8 | 5 | 0 | 3 | 175 | 110 |
| 3    | Hogs Reggio Emilia | .500 | 8 | 4 | 0 | 4 | 95  | 93  |
| 4    | Vipers Modena      | .375 | 8 | 3 | 0 | 5 | 158 | 194 |
| 5    | Red Devils Como    | .125 | 8 | 1 | 0 | 7 | 40  | 156 |

#### Girone E
| Pos. | Squadra           | %V    | G  | V  | N | P | PF  | PS  |
| ---- | ----------------- | ----- | -- | -- | - | - | --- | --- |
| 1    | Crabs Pescara     | 1.000 | 10 | 10 | 0 | 0 | 373 | 79  |
| 2    | Hunters Roma      | .800  | 10 | 8  | 0 | 2 | 329 | 104 |
| 3    | Trucks Bari       | .500  | 10 | 5  | 0 | 5 | 128 | 194 |
| 4    | Cannons Roma      | .400  | 10 | 4  | 0 | 6 | 121 | 193 |
| 5    | U-Boats Ostia     | .200  | 10 | 2  | 0 | 8 | 146 | 228 |
| 6    | Brothers Macerata | .100  | 10 | 1  | 0 | 9 | 67  | 366 |

#### Girone F
| Pos. | Squadra           | %V   | G  | V | N | P | PF  | PS  |
| ---- | ----------------- | ---- | -- | - | - | - | --- | --- |
| 1    | Oaks Napoli       | .900 | 10 | 9 | 0 | 1 | 252 | 66  |
| 2    | Kings Napoli      | .650 | 10 | 6 | 1 | 3 | 239 | 113 |
| 3    | Seagulls Salerno  | .550 | 10 | 5 | 1 | 4 | 122 | 97  |
| 4    | Cardinals Palermo | .400 | 10 | 4 | 0 | 6 | 78  | 214 |
| 5    | Elephants Catania | .400 | 10 | 3 | 2 | 5 | 100 | 130 |
| 6    | Delfini Taranto   | .100 | 10 | 1 | 0 | 9 | 66  | 237 |

## Verdetti
- Black Knights Rho, Fighters Pordenone, Hunters Roma, Oaks Napoli promossi in serie A.